# Saint-Étienne-du-Rouvray
Saint-Étienne-du-Rouvray (wym. [sɛ̃t‿etjɛn dy ʁuvʁɛ]) – miejscowość i gmina we Francji, w regionie Normandia, w departamencie Sekwana Nadmorska. Przez miejscowość przepływa Sekwana.
Według danych na rok 1990 gminę zamieszkiwało 30 731 osób, a gęstość zaludnienia wynosiła 1684 osoby/km² (wśród 1421 gmin Górnej Normandii Saint-Étienne-du-Rouvray plasuje się na 5. miejscu pod względem liczby ludności, natomiast pod względem powierzchni na miejscu 74.).

## Atak terrorystyczny
Przed południem 26 lipca 2016 napastnicy, wykrzykujący nazwę Państwa Islamskiego, wtargnęli do miejscowego katolickiego kościoła parafialnego, należącego do Archidiecezji Rouen. Islamiści najpierw wzięli zakładników, w świątyni sprawowano poranne nabożeństwo, następnie zaś zabili ks. Jacques’a Hamela, podcinając mu gardło. Ranionych zostało innych trzech wiernych. Terrorystów zastrzelili policjanci, wezwani przez osobę, której udało się uciec z kościoła.